# Canachites canadensis
Il tetraone delle peccete (Canachites canadensis (Linnaeus, 1758)) è un uccello di medie dimensioni, appartenente alla famiglia dei Fagianidi, diffuso nel Nord America.

## Descrizione

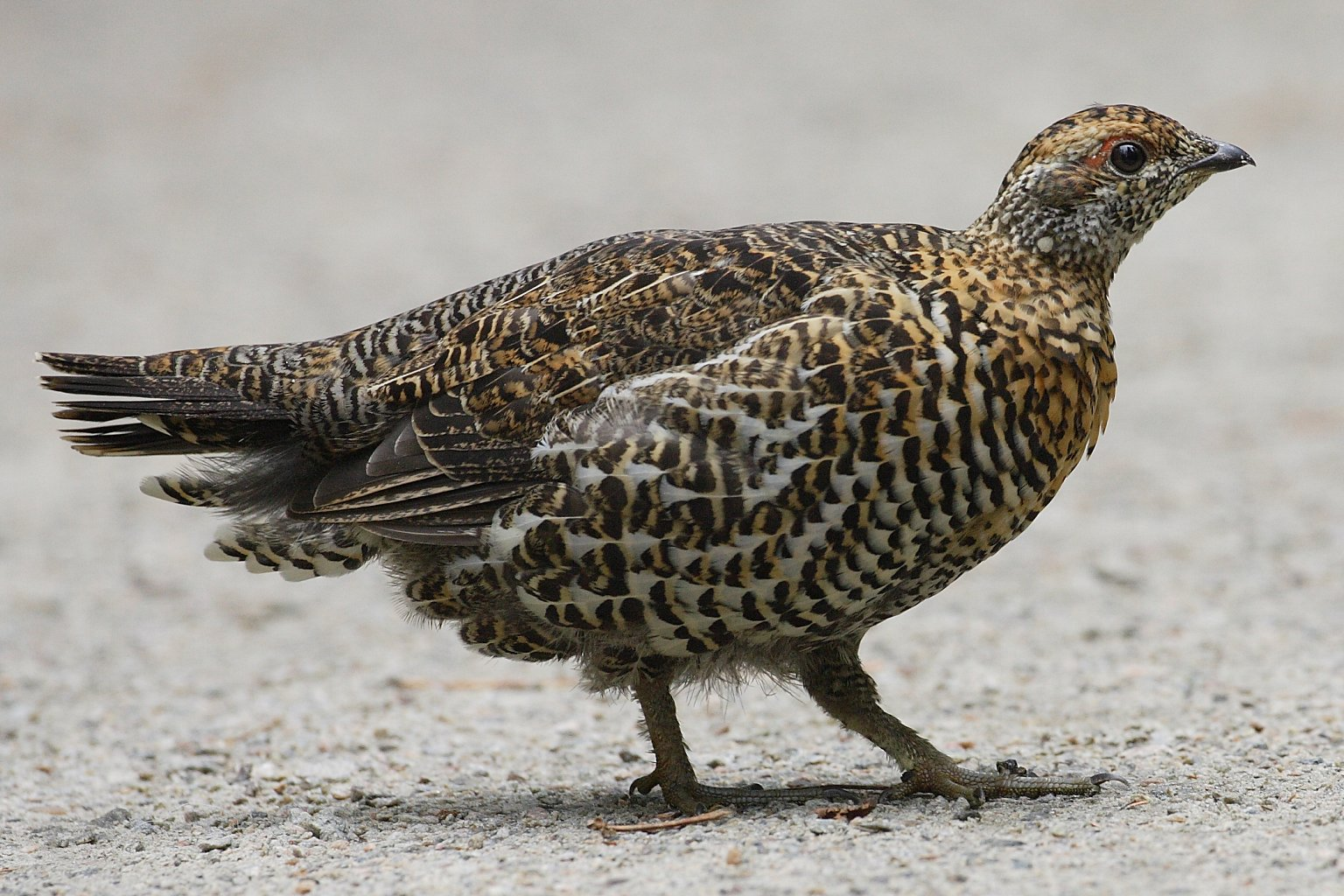
Una femmina

Gli adulti hanno una lunga coda quadrata nera, con l'estremità marrone. I maschi adulti hanno il corpo per la maggior parte grigio, il petto nero, su cui spiccano delle strisce bianche, la gola nera e una macchia rossa sull'occhio. Le femmine adulte sono screziate di marrone con strisce scure e bianche sulle regioni inferiori.

## Distribuzione e habitat
L'habitat in cui nidifica è la foresta boreale, o taiga, dell'Alaska e del Canada. Vive anche nelle foreste boreali degli Stati Uniti che confinano con quest'ultimo stato. Nidifica sul terreno, dove alleva numerose nidiate.

## Biologia
Sono uccelli stanziali. Alcuni di essi d'inverno si spostano a piedi per brevi distanze, raggiungendo altre località.
Questi uccelli si nutrono sul suolo o, d'inverno, sugli alberi. Il cieco, una sacca digestiva dell'intestino, cresce di dimensioni per supportare la dieta invernale di questo uccello, composta da aghi di conifere. D'estate si nutrono anche di bacche, germogli e insetti.
Se vengono individuati rimangono fermi e possiamo avvicinarli fino ad una distanza di un metro, a eccezione dei mesi invernali, quando diventano molto più schivi, dal momento che sulla neve non riescono a mimetizzarsi; possono volare anche per distanze di 6–45 m. I maschi territoriali emettono un suono tambureggiante sventolando le ali.